# Zea diploperennis
Zea diploperennis Iltis, Doebley & R.Guzmán, 1979 è una pianta erbacea della famiglia delle Poacee, endemica del Messico.

## Descrizione
La presenza di un rizoma tuberoso permette a Zea diploperennis di sopravvivere al clima invernale e successivamente di rigenerare nuove piante. Assieme a Zea perennis è l'unica altra specie perenne appartenente al genere Zea. Tutte le altre sono annuali.
È una specie diploide con 20 cromosomi.

## Distribuzione e habitat
Zea diploperennis è un endemismo ristretto allo stato di Jalisco (Messico).

## Conservazione
La Lista rossa IUCN classifica Zea diploperennis come specie in pericolo di estinzione (Endangered).